# Nokia X7
Le Nokia X7 est un smartphone Symbian^3 de la série Nokia X. Il s'agit du premier téléphone de la série X avec la plate-forme Symbian^3 de Nokia et il est livré avec la mise à jour Anna. Il est également le successeur du X6, qui était le précédent téléphone multimédia à écran tactile, avec des fonctionnalités et des spécifications similaires à celles de la série. Le X7 a été annoncé le 12 avril 2011, aux côtés du Nokia E6.

## Capacités
- GSM (2G), UMTS (3G)
- Taille : 119,7 × 62,8 × 11,9 mm
- Écran : 640×360 4-pouces (10 cm) AMOLED touchscreen
- Définition d'écran : 640×360 pixels
- Résolution d'écran : 184 ppp
- Écran tactile résistant aux rayures
- Assisted GPS
- Réseau sans fil (Wi-Fi)

## Autres services, fonctionnalités ou applications
- Calendrier, Contacts, Lecteur de musique, Internet, Météo, Messagerie, Photos, Vidéos, Web TV, Mail et Radio
- Services OVI : boutique Ovi, carte Ovi, suite Nokia Ovi, lecteur Nokia Ovi

### Temps de fonctionnement
- Autonomie en conversation : jusqu'à 6 heures 30 minutes
- Autonomie en veille : jusqu'à 450 heures
- Lecture de musique : jusqu'à 50 heures
- Lecture vidéo : jusqu'à 20 heures